# Турия (община Царево село)
Вижте пояснителната страница за други значения на Турия .
Турия (на македонска литературна норма: Турија) е село в община Царево село на Северна Македония.

## География
Селото се намира в северното подножие на планината Голак.

## История
В началото на XX век Турия е село в Кочанската каза на Османската империя. Цялото християнско население на Турия е под върховенството на Българската екзархия. По данни на секретаря на екзархията Димитър Мишев („La Macédoine et sa Population Chrétienne“) в 1905 година в Турия има 112 българи екзархисти.
Според преброяването от 2002 година селото има 102 жители, всички северномакедонци.